# شون هاربر
شون هاربر (بالإنجليزية: Shawn Harper) هو لاعب كرة قدم أمريكية أمريكي، ولد في 9 يوليو 1968.

## وصلات خارجية
- شون هاربر على موقع مرجع كرة القدم المحترفة.كوم (الإنجليزية)